# Mercedes 15/70/100 PS
Der Mercedes 15/70/100 PS, ab 1926 als Mercedes-Benz 15/70/100 PS Typ 400 beziehungsweise Mercedes-Benz Typ 400 bezeichnet, ist ein Oberklassefahrzeug der Daimler-Motoren-Gesellschaft (DMG). Er wurde nach dem Weggang von Paul Daimler von dessen Nachfolger als Chefkonstrukteur, Ferdinand Porsche, entworfen.
Gleichzeitig mit diesem Modell entstand der etwas größere Sechszylinder Mercedes 24/100/140 PS, der sich nur in Motor und Radstand unterscheidet.
Im Produktionszeitraum von 1924–1929 wurden rund 1900 Fahrzeuge dieses Typs gefertigt.

## Mercedes 15/70/100 PS (1924–1926)
Der Wagen war werksseitig als Fahrgestell, sechssitziger Tourenwagen, sechssitzige Pullman-Limousine, sechssitzige Coupé-Limousine, sechssitziges Pullman-Cabriolet, Landaulet und Cabriolet D (mit vier Türen) erhältlich.
Sein Sechszylinder-Reihenmotor mit obenliegender Nockenwelle (OHC) und Königswelle hat 3920 cm³ Hubraum, leistet 51 kW (70 PS) im Saugbetrieb und 74 kW (100 PS) mit dem zuschaltbaren Roots-Gebläse (Kompressor).
Über ein Vierganggetriebe werden die Hinterräder angetrieben, die an einer Starrachse befestigt und an Halbelliptik-Blattfedern aufgehängt sind. Auch die Vorderachse ist starr und hängt an Halbelliptik-Blattfedern. Der Wagen hat für alle vier Räder Seilzugbremsen.
Die Wagen erreichen, je nach Hinterachsübersetzung, 105 bis 112 km/h.

## Mercedes-Benz Typ 400 (1926–1929)
Nachdem 1926 die Daimler-Motoren-Gesellschaft mit Benz & Cie. zur Daimler-Benz AG verschmolzen worden war, benannte man den unverändert gefertigten Mercedes 15/70/100 PS in Mercedes-Benz Typ 400 um.
Die Hinterachsfederung wurde 1927 von Ausleger-Blattfedern auf Underslung-Federn umgestellt. Ab 1928 erhielten die Seilzugbremsen eine Saugluftunterstützung zur Bremskraftverstärkung.
1929 wurde das Modell durch den Typ Nürburg 460 ersetzt.

## Datenblatt 15/70/100 PS (Typ 400)

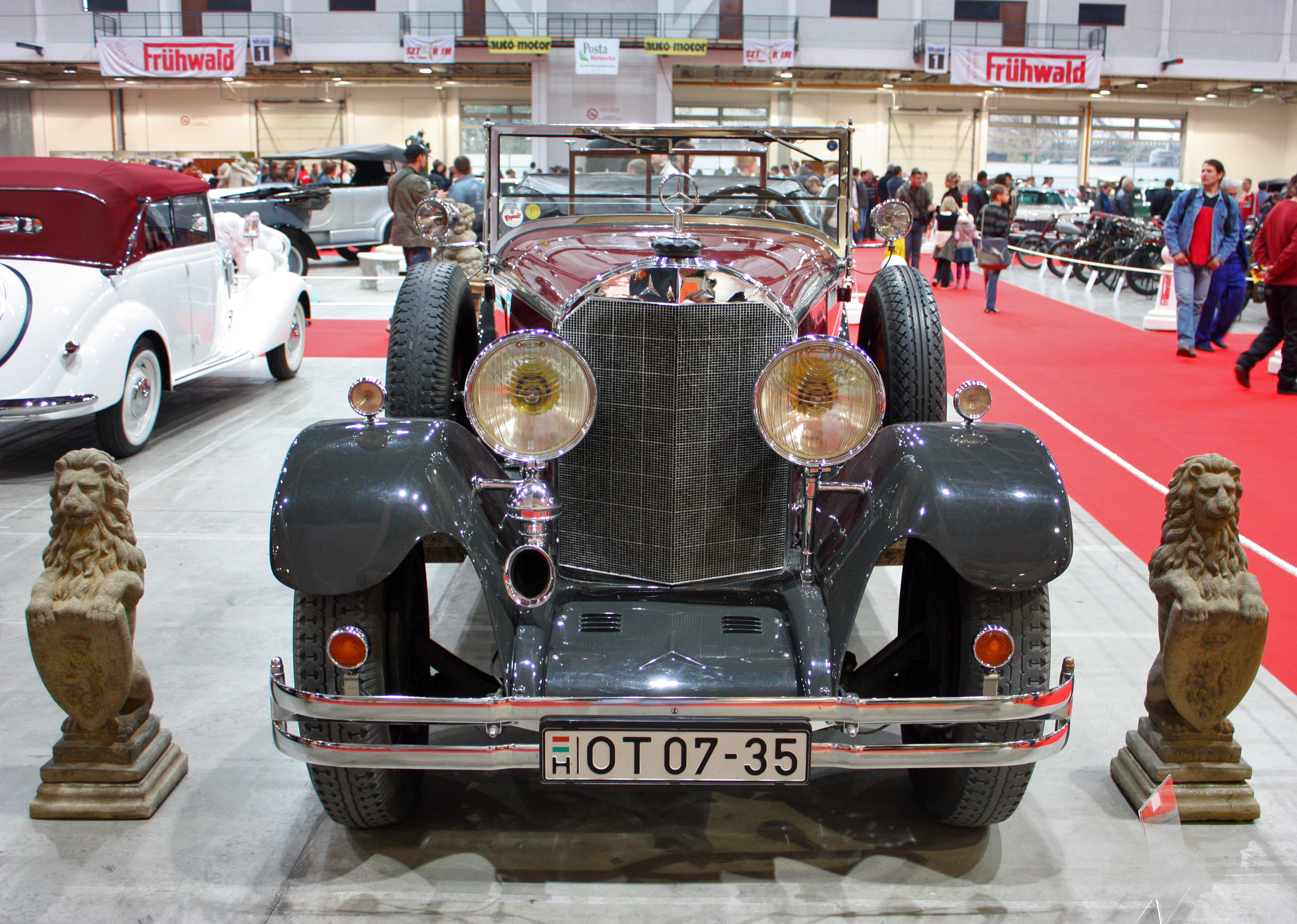
Frontansicht eines Mercedes 15/70/100 PS

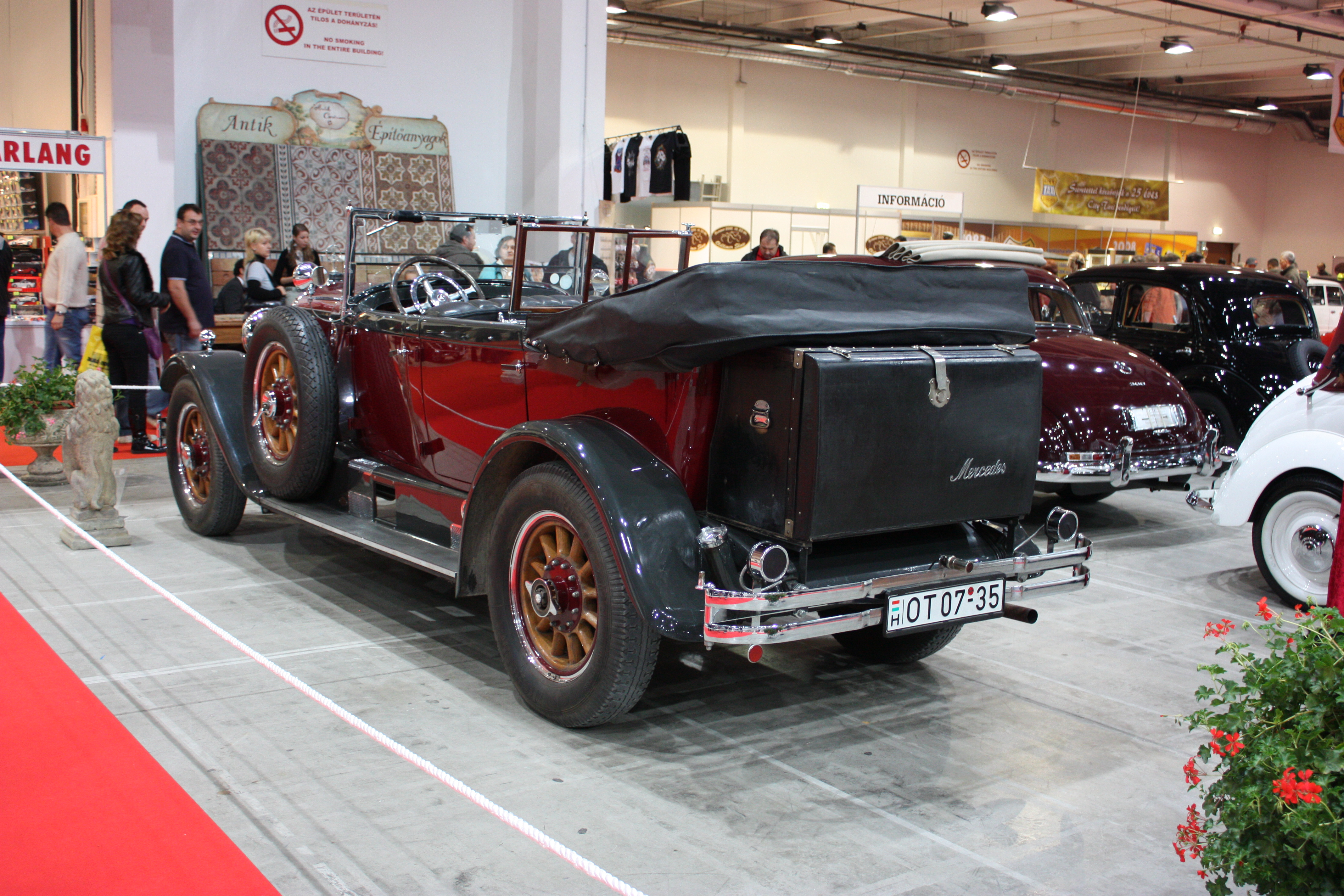
Rückansicht eines Mercedes 15/70/100 PS

|                                              | Mercedes 15/70/100 PS (ab 1926 Mercedes-Benz 15/70/100 PS Typ 400) |
| -------------------------------------------- | ------------------------------------------------------------------ |
| Motor                                        | Ottomotor (Viertakt)                                               |
| Motorbauart                                  | Reihenmotor                                                        |
| Hubraum                                      | 3920 cm³                                                           |
| Zylinder                                     | 6                                                                  |
| Verdichtungsverhältnis                       | 4,7 : 1                                                            |
| Leistung                                     | 51 kW (70 PS), bzw. 74 kW (100 PS) mit zugeschaltetem Kompressor   |
| Getriebe (serienmäßig)                       | 4-Gang-Schaltgetriebe                                              |
| Antrieb                                      | Hinterradantrieb                                                   |
| Wendekreis                                   | 12,5 m                                                             |
| Radstand in mm                               | 3630                                                               |
| Maße L × B × H                               | 5200 × 1800 × 1950                                                 |
| Leergewicht nach DIN 70020                   | 2400 kg (Limousine) 2200 kg (Tourenwagen)                          |
| Höchstgeschwindigkeit, km/h                  | 105–112 (je nach Übersetzung)                                      |
| Kraftstoffverbrauch (kombiniert in l/100 km) | 23                                                                 |

## Bauzeiten und Stückzahlen
|           | Mercedes 15/70/100 PS | Mercedes-Benz 15/70/100 PS „Typ 400“ |
| --------- | --------------------- | ------------------------------------ |
| Bauzeit   | 1924–1926             | 1926–1929                            |
| Stückzahl | 1002                  | 911                                  |